# Jonas Selggren
Jonas Selggren, född 20 februari 1806 i Gävle, död där 9 maj 1896, var en svensk skolman och riksdagsman.
Selggren blev student vid Uppsala universitet 1822, filosofie kandidat 1830 och filosofie magister samma år. Han blev kollega vid Uppsala katedralskola 1833, rektor vid Hudiksvalls högre lärdomsskola 1837, vid Gävle högre lärdomsskola 1839 och vid förenade elementarläroverket i Gävle 1853, var bibliotekarie där 1853–1893 och rektor vid Gävle högre elementarläroverk 1859–1866. Han var även kommunalordförande och landstingsman. Han var också verksam som genealogisk forskare.
I Ståndsriksdagen var Selggren ledamot av Borgareståndet 1859–1860 och ledamot i allmänna besvärs- och ekonomiutskottet. Han var ledamot av riksdagens första kammaren  1866–1867, invald i Gävleborgs läns valkrets, suppleant i konstitutionsutskottet 1867 och suppleant i särskilt utskott samma år.
Äldreboendet Selggrensgården i Gävle, tidigare Jonas Selggrens sanatorium , är uppkallat efter honom.